# Campeonato Centro Europeu de Fórmula 4
O Campeonato Centro Europeu de Fórmula 4 é uma categoria de fórmula baseada e disputada na Europa Central, nos regulamentos da Fórmula 4 e organizado pelo Automóvel Clube da República Tcheca (em tchéco: Autoklub České republiky (AČR)) e pela Krenek Motorsport. O campeonato iniciou em 2022 de forma provisória, se tornando oficial em 2023.

## História
O campeonato era planejado para ter sua primeira temporada em 2022, porém, acabou sendo atrasado devido a atrasos na produção dos carros. Para 2023, o campeonato foi nomeado, inicialmente como ACCR Czech Formula, sendo renomeado como Campeonato Centro Europeu de Fórmula 4 após receber a certificação da FIA.

## Carros
A fabricante de carros de competição italiana Tatuus foi contratada para projetar e construir os carros para a categoria. Na temporada de 2022, o regulamento autorizou o uso do Tatuus F4-T014, mais antigos, devido aos atrasos na construção de carros mais novos pela Tatuus, porém, após a chegada dos novos F4-T421 em 2023 e a oficialização pela FIA do campeonato, os carros mais antigos foram proibidos pelo regulamento.

## Campeões

### Pilotos
| Temporada | Pilotos      | Equipes           | Corridas | Poles | Vitórias | Pódios | Volta mais rápida | Pontos | Margens |
| --------- | ------------ | ----------------- | -------- | ----- | -------- | ------ | ----------------- | ------ | ------- |
| 2022      | Zénó Kovács  | Racing Trevor     | 6 de 7   | 3     | 2        | 7      | 3                 | 70     | 33      |
| 2023      | Ethan Ischer | Jenzer Motorsport | 14 de 14 | 5     | 8        | 10     | 7                 | 263    | 2       |
| 2024      | Oscar Wurz   | Jenzer Motorsport | 17 de 18 | 1     | 2        | 14     | 6                 | 301    | 25      |

### Equipes
| Temporada | Equipes           | Poles | Vitórias | Pódios | Volta mais rápida | Pontos | Margens |
| --------- | ----------------- | ----- | -------- | ------ | ----------------- | ------ | ------- |
| 2023      | Jenzer Motorsport | 6     | 11       | 29     | 7                 | 549    | 345     |
| 2024      | Jenzer Motorsport | 1     | 8        | 24     | 10                | 599    | 235     |

## Circuits
- Em negrito são circuitos incluídos na temporada 2025

| Circuitos                  | Etapas | Anos      |
| -------------------------- | ------ | --------- |
| Red Bull Ring              | 2      | 2023–Hoje |
| Automotodróm Slovakia Ring | 2      | 2023–Hoje |
| Autodrom Most              | 2      | 2023–Hoje |
| Brno Circuit               | 2      | 2023–Hoje |
| Balaton Park Circuit       | 2      | 2023–2024 |
| Hungaroring                | 1      | 2023      |
| Salzburgring               | 1      | 2024      |